# Jisoo
Kim Ji-soo (Koreaans: 김지수; 3 januari 1995), beter bekend als Jisoo, is een Zuid-Koreaanse zangeres en actrice. Ze is lid van de Zuid-Koreaanse meidengroep Blackpink, opgericht door YG Entertainment in augustus 2016. Naast haar muziekcarrière maakte ze haar acteerdebuut met een cameo-rol in de serie The Producers uit 2015 en speelde ze haar eerste hoofdrol in de JTBC-serie Snowdrop, waarvoor ze de prijs voor beste actrice won op de Seoul International Drama Awards van 2022.
Jisoo maakte haar solo-muziekdebuut met het singlealbum Me op 31 maart 2023. Het album kwam binnen op nummer één in de Zuid-Koreaanse Circle Album Chart met 1,03 miljoen verkochte exemplaren in minder dan twee dagen, en werd daarmee het best verkochte album aller tijden van een vrouwelijke solist in Zuid-Korea en het eerste waarvan meer dan een miljoen exemplaren werden verkocht. De eerste single Flower was een commercieel succes en piekte op nummer twee in de Billboard Global 200 en de Circle Digital Chart.

## Leven en carrière

### 1995–2015: Vroegere leven en begin carrière
Kim Ji-soo werd geboren op 3 januari 1995 in Gunpo, provincie Gyeonggi, Zuid-Korea. Ze heeft een oudere broer en zus. Als kind speelde ze basketbal en beoefende ze taekwondo. Ze droomde ervan schilder en schrijver te worden. Ze was een fan van de Koreaanse jongensgroep TVXQ. Jisoo ging naar de middelbare school aan de School of Performing Arts Seoul; ze sloot zich aan bij een toneelclub op school en deed meer ervaring op in de entertainmentindustrie door audities bij te wonen. Voordat ze debuteerde, woonde Jisoo bij haar ouders, broers en zussen en grootouders. Naast haar moedertaal Koreaans heeft Jisoo ook Chinees en Japans leren spreken.
In 2011 kwam Jisoo bij YG Entertainment als trainee nadat ze geslaagd was voor de audities. In oktober 2014 verscheen ze in de muziekvideo van Epik High voor Spoiler + Happen Ending als een meisje met een gebroken hart. In hetzelfde jaar speelde ze in de videoclip van Hi Suhyun voor I'm Different als Bobby's vriendin. In 2015 deed Jisoo een cameo in het KBS2-drama The Producers met labelgenoten Sandara Park van 2NE1 en Kang Seung-yoon van Winner.

### 2016–2022: Debuut met Blackpink, solocarrière en acteerwerk
Jisoo debuteerde op 8 augustus 2016 als een van de vier leden van de meidengroep Blackpink, naast Jennie, Rosé en Lisa, met de release van hun singlealbum Square One.
Van 2017 tot 2018 deed Jisoo mee aan Inkigayo als gastvrouw naast Got7's Jin-young en NCT's Doyoung. Ze waagde zich voor het eerst aan acteren in 2019 met een korte verschijning in het tvN-fantasiedrama Arthdal Chronicles als de love interest van Song Joong-ki. In juni 2020 ging Jisoos stijl in de teasers voor Blackpinks single How You Like That viraal op sociale media. Beroemdheden en influencers in Zuid-Korea, China, Thailand en Vietnam repliceerden haar "kapsel met twee bogen" en make-up, die Jisoo zelf had gecreëerd. Haar "dot style", een make-upidee dat ze zelf had bedacht, was populair op socialemediaplatforms als Instagram.
Jisoo werkte als schrijver mee aan de eerste single Lovesick Girls van Blackpinks eerste studioalbum The Album (2020).
Jisoo had haar eerste hoofdrol in 2021 in de JTBC-serie Snowdrop, samen met Jung Hae-in. Ze speelde een eerstejaarsstudent, Eun Yeong-ro, die wordt gegijzeld door haar love interest. De show stond op nummer één op Disney+ in vier van de vijf landen waarin het beschikbaar was, waaronder Zuid-Korea. In september 2022 werd Jisoo bekroond als Outstanding Korean Actress bij de Seoul International Drama Awards voor haar rol in Snowdrop.
Jisoo droeg later opnieuw bij aan de songwritingcredits, nu voor Yeah Yeah Yeah, het vierde nummer van Blackpinks tweede studioalbum, Born Pink (2022).

### 2023-heden: Solodebuut metMeenAmortage
Op 2 januari 2023 kondigde YG Entertainment aan dat Jisoo binnen een jaar zou debuteren als soloartiest en bezig was met het filmen van een videoclip. Op 5 maart werden teasers geüpload naar de socialemedia-accounts van Blackpink, waarmee werd bevestigd dat haar project, Me, op 31 maart 2023 zou worden uitgebracht. Het album kwam binnen op nummer één in de Zuid-Koreaanse Circle Album Chart met 1,03 miljoen verkochte exemplaren in de eerste week van uitgave, waarmee Jisoo de eerste vrouwelijke K-pop-soloartiest in de geschiedenis werd die meer dan een miljoen exemplaren verkocht. De eerste single Flower piekte op nummer twee in de Billboard Global 200 en de Circle Digital Chart, wat haar eerste top tien-hit in de hitlijsten betekende.
Op 21 februari 2024 richtte Jisoo haar label Blissoo op. Op 28 januari 2025 werd aangekondigd dat ze een wereldwijde platendeal had getekend met Warner Records voor haar solomuziek. Haar tweede album als soloartiest, Amortage, kwam vervolgens uit op 14 februari 2025. De ep bestaat uit twee Koreaanse en twee Engelse liedjes. De promotie voor Amortage begon op 13 januari, met een korte video van een leugendetector. Op 4 februari werd de volledige tracklist bekendgemaakt, met Earthquake als single. Earthquake werd haar eerste nummer één op de Amerikaanse Billboard World Digital Songs Sales-hitlijst.